# 並木弘
並木 弘（なみき ひろし / ひろむ、1841年11月28日（天保12年10月16日）– 1898年（明治31年）10月11日）は、明治期の篤農家、政治家。衆議院議員。

## 経歴
紀伊国牟婁郡安居村（和歌山県西牟婁郡三舞村、日置川町を経て現白浜町）で、豪農、地士・並木貞蔵の長男として生まれる。
若年から医業に従事し、廃藩置県後に第七大区五小区（周参見組）副区長に就任し、さらに戸長となる。養蚕業の奨励、植林を行い、三舞村と和歌山で牧場を経営し牛乳の普及を進めるなど、山間部での殖産に尽力した。
1879年（明治12年）3月、初代和歌山県会議員に選出され、1880年（明治13年）、1884年（明治17年）に再選された。1886年（明治19年）11月に辞職し、和歌山県第二部衛生課長を務めた。1888年（明治21年）8月、補欠選挙で県会議員に再選され1890年（明治23年）7月に辞職し、さらに1892年（明治25年）9月に県会議員に再選され、1894年（明治27年）3月の衆議院議員当選まで在任した。県会議員に通算5期・11年4ヵ月在任し、この間、県会幹事、常置委員、副議長、議長を務め、1881年（明治14年）政治団体の木国同友会が組織された際に幹事に就任した。
1894年3月、第3回衆議院議員総選挙で和歌山県第3区から無所属で出馬して当選し、衆議院議員を1期務めた。

## 逸話
小柄のため県会議長席に座ると首から上しか見えなかったため、獄門議長のあだ名がついた。

## 脚註
1. 1 2 3  『議会制度百年史 - 衆議院議員名鑑』470頁。
2. 1 2 3 4 5 6 7 8 9 10 11  『和歌山県議会歴代議員名鑑』37-38頁。
3. 1 2 3 4 5 6 7  『郷土歴史人物事典 和歌山』82-83頁。
4. 1 2 3 4  『和歌山県史 人物』356頁。
5. ↑  『職員録・明治二十年一月・職員録改（和歌山県）』5頁。